# Arquata del Tronto
Arquata del Tronto is een gemeente in de Italiaanse provincie Ascoli Piceno (regio Marche) en telt 1426 inwoners (31-12-2004). De oppervlakte bedraagt 92,6 km², de bevolkingsdichtheid is 15 inwoners per km².

## Demografie
Arquata del Tronto telt ongeveer 681 huishoudens. Het aantal inwoners daalde in de periode 1991-2001 met 9,9% volgens cijfers uit de tienjaarlijkse volkstellingen van ISTAT.
| Jaar | Inwoneraantal |
| ---- | ------------- |
| 1991 | 1644          |
| 2001 | 1481          |

## Geografie
Plaatsen in de gemeente Arquata del Tronto zijn o.a.: Capodacqua, Faete, Pescara del Tronto, Borgo di Arquata, Piedilama, Pretare, Trisungo en Spelonga.
Arquata del Tronto grenst aan de volgende gemeenten: Accumoli (RI), Acquasanta Terme, Montegallo, Montemonaco, Norcia (PG), Valle Castellana (TE).

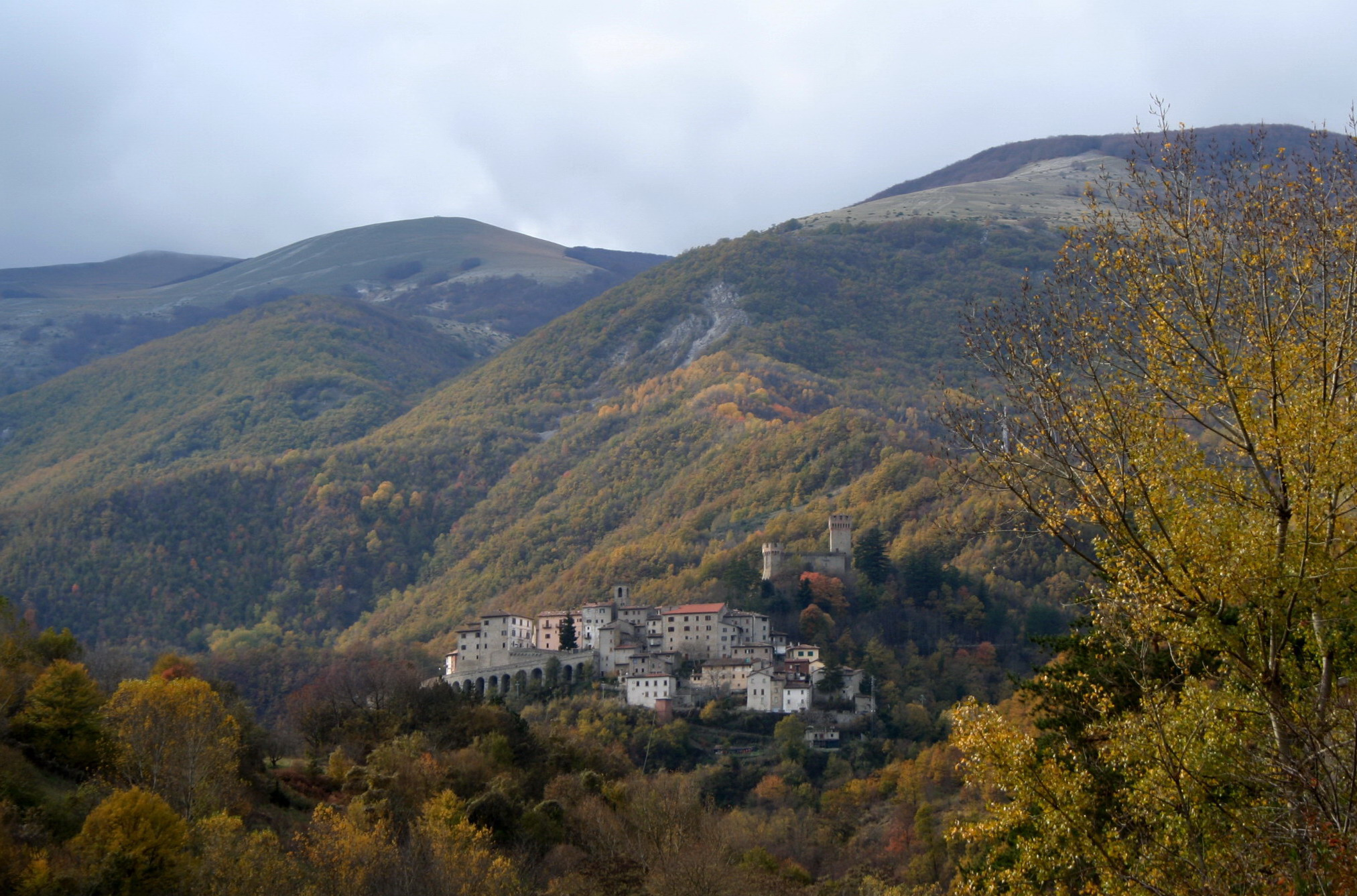
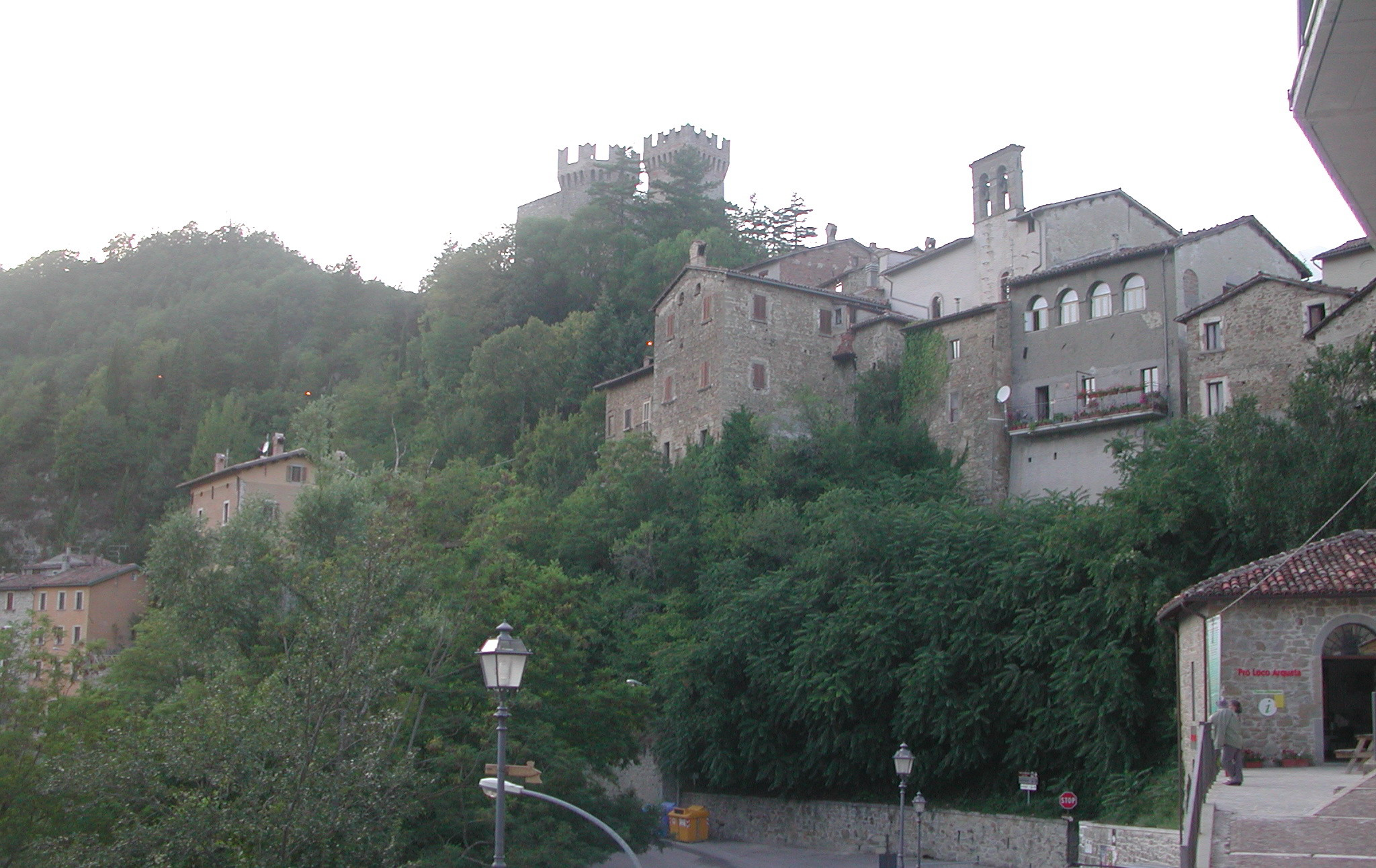
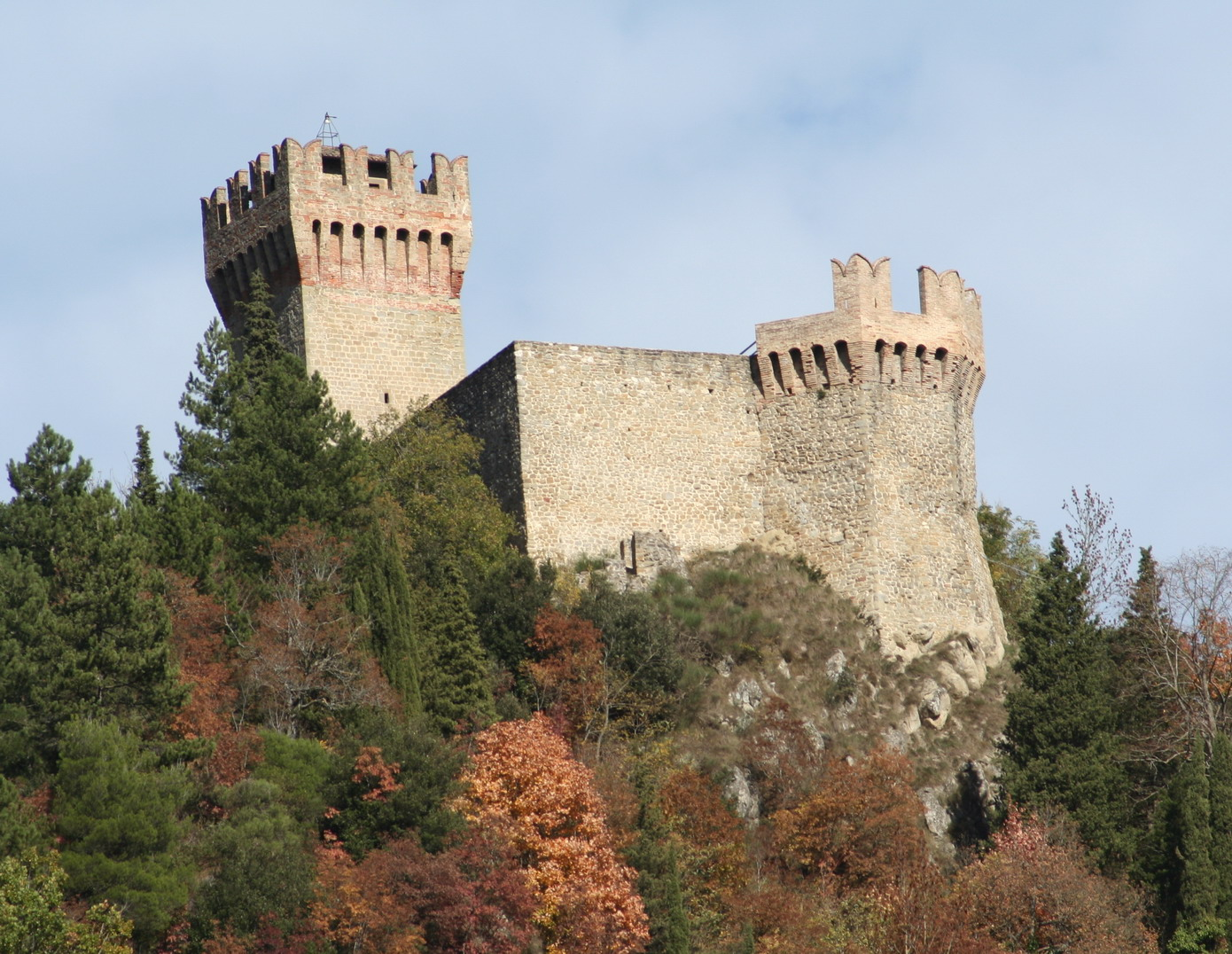
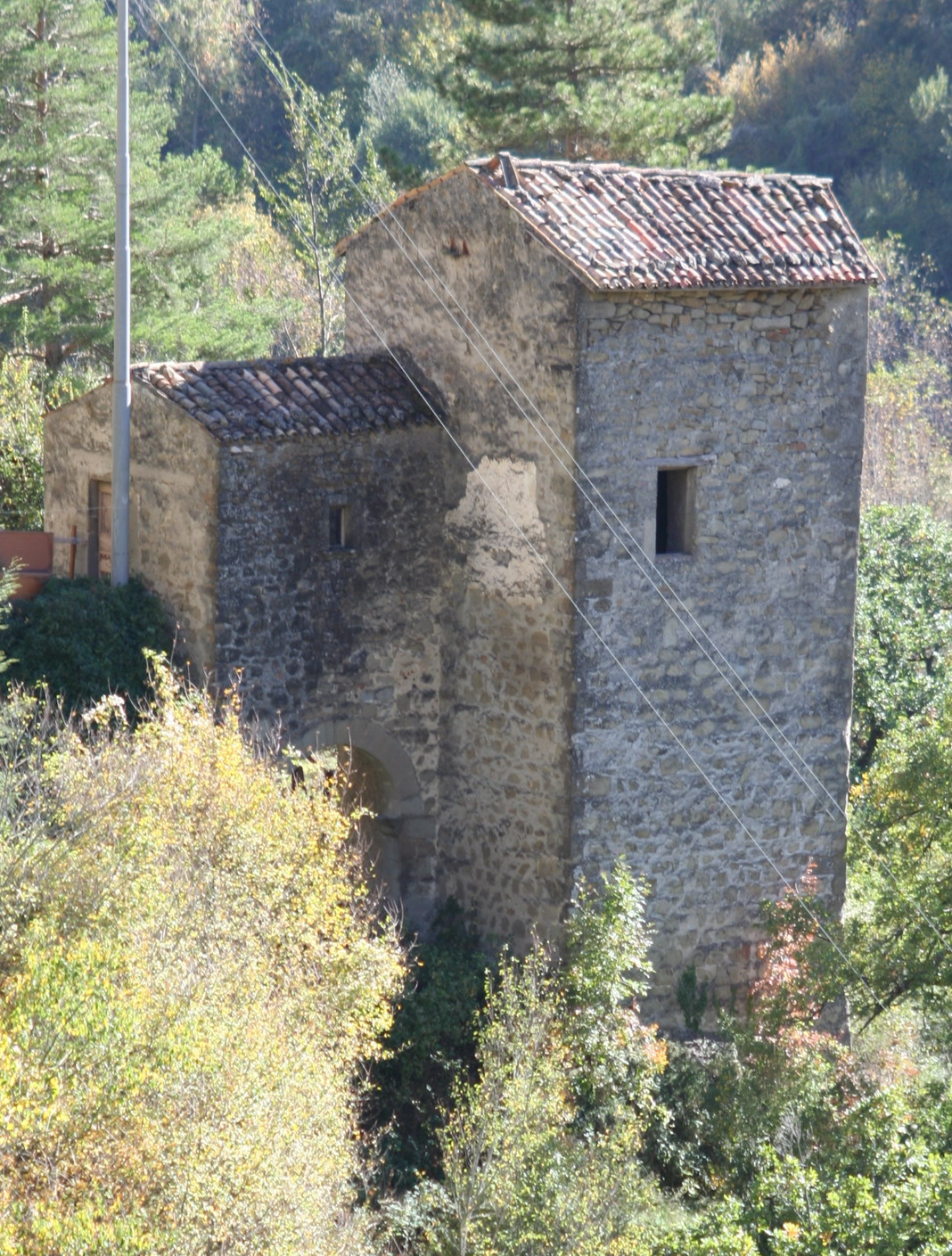
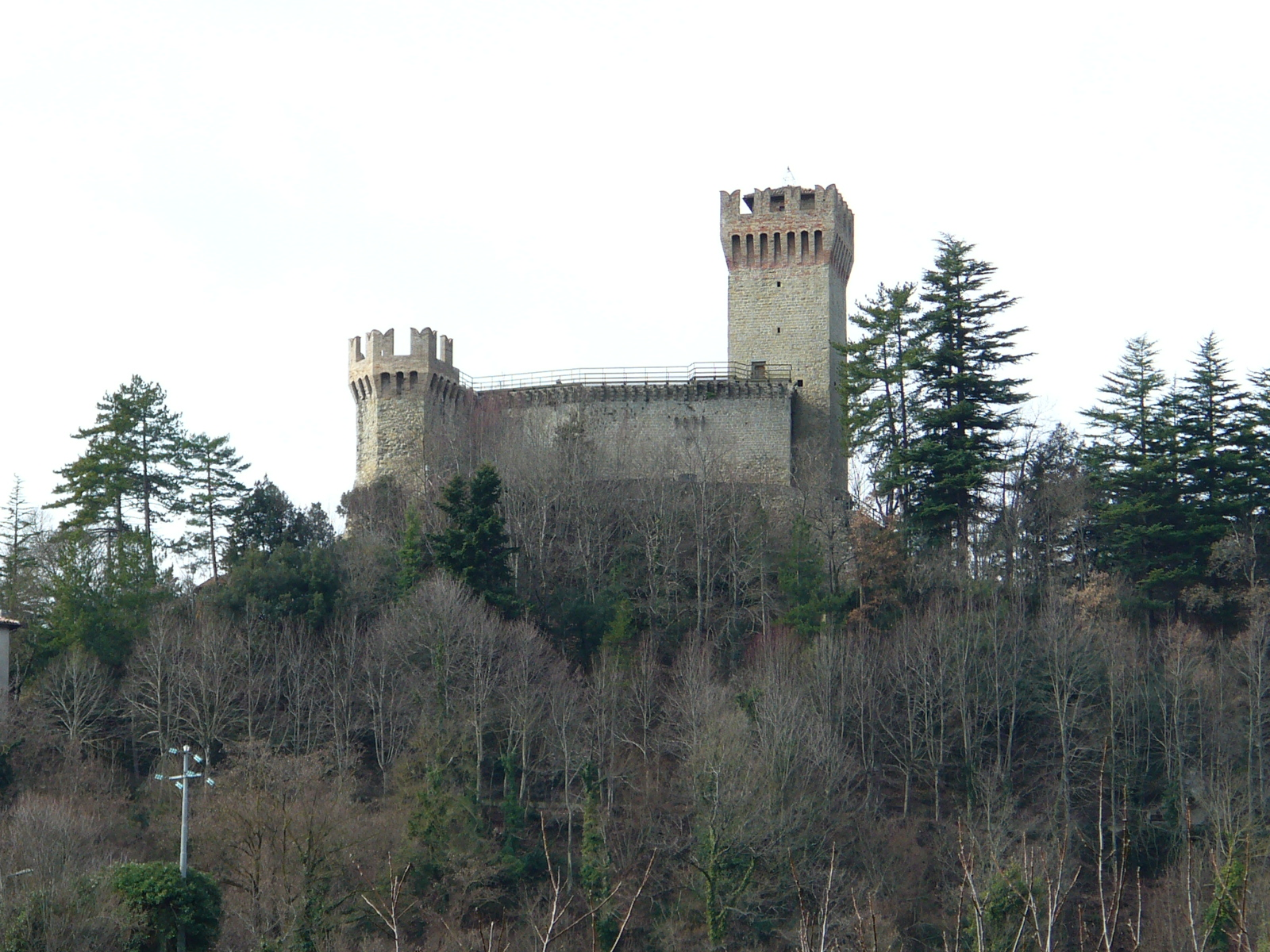

Acquasanta Terme · Acquaviva Picena · Appignano del Tronto · Arquata del Tronto · Ascoli Piceno · Carassai · Castel di Lama · Castignano · Castorano · Colli del Tronto · Comunanza · Cossignano · Cupra Marittima · Folignano · Force · Grottammare · Maltignano · Massignano · Monsampolo del Tronto · Montalto delle Marche · Montedinove · Montefiore dell'Aso · Montegallo · Montemonaco · Monteprandone · Offida · Palmiano · Ripatransone · Roccafluvione · Rotella · San Benedetto del Tronto · Spinetoli · Venarotta
1. ↑  https://demo.istat.it/?l=it.